# Lappula zaissanica
Lappula zaissanica là loài thực vật có hoa trong họ Mồ hôi. Loài này được (Aralbaev) Aralbaev mô tả khoa học đầu tiên năm 1995.